# Прешъс
„Прешъс“ (на английски: Precious) е британска момичешка попгрупа. Основана е през 1998 г. Състои се от Лоис Роуз, Аня Лахири, Софи МакДонел, Кали Кларк-Стернберг и Джени Фрост. Първият сингъл на групата носи името Say It Again. Той излиза през май 1999 г. и е избрана да представлява Великобритания в песенния конкурс Евровизия през 1999 г.
Триото има 4 песни. Имат издаден един албум.

## История
Групата е създадена през 1998 година от Софи МакДонел и Джени Фрост, които са приятелки. По-късно към групата се присъединяват Аня Лахири, Кали Кларк-Стернберг и Лоис Роуз като Роуз е водещият вокал на групата. През май 1999 излиза дебютната им песен Say It Again и дебютира на шесто място. Тя е избрана да представлява Великобритания в песенния конкурс Евровизия през 1999 г. и се представя на големия финал, където получава по 38 точки и се класира на 12-о място. След този успех през март 2000 излиза следващият сингъл Rewind, който дебютира на 11-о място. Третият сингъл е Its Gonna Be My Way, който се изкачва до 27-о място, а през ноември 2000 излиза последната песен, New Beginning, която се изкачва до 50-о място. През същия месец излиза и дебютният албум, носещ името Precious, но се представя слабо. В края на 2000 г. групата се разпада, като Софи става репортер в BBC и в CBBC, Джени се присъединява към Атомик Китън на мястото на Кери Катона, Аня започва кариера като модел, главната певица Лоис започва кариера като актриса, а Кали започва солова кариера.

## Дискография

### Студийни албуми
- Precious (2000)

### Сингли
- „Say It Again“ (1999)
- „Rewind“ (2000)
- „It's Gonna Be My Way“ (2000)
- „New Beginning“ (2000)

## Видеоклипове
| Видеоклип            | Премиера | Албум    |
| -------------------- | -------- | -------- |
| Say it again         | 1999     | Precious |
| Rewind               | 1999     | Precious |
| It's gonna be my way | 2000     | Precious |
| New beginning        | 2000     | Precious |